# Astabene
Astabene (en llatí Astabene, en grec antic Ἀσταβηνὴ 'Astabené') és el nom que portava als Imperis selèucida i Part un districte entre Hircània i Pàrtia amb 12 ciutats de les quals la principal era Asaac, o més probablement Arsàcia, capital dels parts no localitzada. En parlen Càrax, Claudi Ptolemeu i Plini el Vell.
El nom venia del poble dels Astabenis, segons Claudi Ptolemeu, als que Plini el Vell anomena Astacenis, i els situa a la vora de la mar Càspia.